# Aviatorilor (stație de metrou)
Aviatorilor este o stație de metrou din București, situată în dreptul Pieței Charles de Gaulle, ce deservește Televiziunea Română, Parcul Herăstrău și Cartierul Primăverii.